# Vinaninony-Atsimo
Vinaninony-Atsimo – gmina (kaominina) na Madagaskarze, w regionie Vakinankaratra, w dystrykcie Faratsiho. W 2001 roku zamieszkana była przez 32 195 osób. Siedzibę administracyjną stanowi Vinaninony-Atsimo.
Przez obszar gminy przebiega droga krajowa. Na jej obszarze funkcjonują m.in. szkoła pierwszego stopnia, szkoła drugiego stopnia pierwszego cyklu oraz poczta. 89% mieszkańców trudni się rolnictwem, 10% pracuje w sektorze hodowlanym oraz 1% w usługach. Produktami o największym znaczeniu żywnościowym są ryż i ziemniaki. Odsetek rolników, używających nawozów sztucznych, waha się w granicach 25-50%.